# Hypena aequabilis
Hypena aequabilis är en fjärilsart som beskrevs av Louis Beethoven Prout 1927. Hypena aequabilis ingår i släktet Hypena och familjen nattflyn. Inga underarter finns listade i Catalogue of Life.